# Centralni banda jezici
Centralni banda jezici (privatni kod: cban), jedna od pet jezičnih podskupina šire skupine banda, šira ubanška skupina, nigersko-kongoanska porodica. Banda jezike čini zajedno s južnim centralnim banda jezicima, južnim banda jezikom mbandja [zmz]), jugozapadnim banda jezikom ngbundu [nuu], i zapadnim centralnim banda jezikom [bbp]. Obuhvaća (11) jezika:
a. Centralna jezgra [ccbn] (10):
a1: Banda-Bambari (1): Banda-Bambari [liy];
a2. Banda-Banda (1): Banda-Banda [bpd];
a3. Banda-Mbres (1): Banda-Mbrès [bqk];
a4. Banda-Ndele (1): Banda-Ndélé [bfl];
a5. Središnji-Južni (5): Banda, Središnji-južni ili banda central sud [bjo]; Gobu [gox]; Kpagua [kuw]; Mono [mnh]; Ngundu [nue];
a6. Togbo-Vara (1): Banda, Togbo-Vara [tor];
b. Zapadni [wcbd] (1): Banda-Yangere [yaj];
Centralni banda jezici govore se na području Srednjoafričke Republike i Demokratske Republike Kongo s ukupno 11 jezika. Dijele se na dva osnovna skupa, centralni jezgrovni s 10 jezika i zapadni s jezikom banda-yangere [yaj]

## Vanjske poveznice
- Ethnologue (14th)
- Ethnologue (15th)